# 寬紋黃毒蛾
寬紋黃毒蛾（学名：Euproctis purpureofasciata）为毒蛾科黃毒蛾屬下的一个种。